# SN 2005dz
SN 2005dz – supernowa typu II odkryta 10 września 2005 roku w galaktyce UGC 12717. W momencie odkrycia miała maksymalną jasność 18,00m.